# Brussels Basketball
Brussels Basketball is een Belgische basketbalclub uit Brussel. Het team kwam van 2013 tot 2021 uit in de EuroMillions Basketball League, het hoogste niveau in België. Sinds 2021 komt de ploeg uit in de BNXT League. De clubkleuren zijn blauw en wit. 

## Historie
In 1999 fusioneert Excelsior Brussels samen met Aera Castor tot Royal Aera Excelsior Brussels. Van 2000 tot 2003 speelde de club driemaal op rij kampioen en klom op naar de derde klasse. In 2008 werd Serge Crèvecoeur coach van de ploeg en in 2009 promoveerde de club naar de tweede klasse. In 2013 kreeg Excelsior Brussels een C-licentie en werd toegelaten tot de Ethias League voor twee seizoenen. In hun debuutseizoen eindigde Excelsior Brussels op de 8e plaats. Vanaf het seizoen 2014/15 speelt de club onder de naam Basic-Fit Brussels. In 2020 na het vertrek van Basic-Fit als sponsor veranderde de naam van de club in Phoenix Brussels. In 2021 vervoegde de club net als de andere Belgische eersteklasser de BNXT League. In 2022 werd opnieuw een sponsor gevonden in Circus en veranderde de naam in Circus Brussels Basketball.

### Namen
Mede door de veranderende hoofdsponsors, heeft de club in het verleden meerdere namen gekend.
- 1957–1999: Excelsior Brussels
- 1999–2013: Royal Aera Excelsior Brussels
- 2013–2014: Excelsior Brussels
- 2014–2020: Basic-Fit Brussels
- 2020–2022: Phoenix Brussels
- 2022–2023: Circus Brussels Basketball
- 2023–heden: Brussels Basketball

## Coaches
| Periode   | Coach                 | Nationaliteit    |
| --------- | --------------------- | ---------------- |
| 2008-2017 | Serge Crèvecoeur      | België           |
| 2017-2018 | Laurent Monier        | België           |
| 2018-2020 | Serge Crèvecoeur      | België           |
| 2020      | Laurent Monier (a.i.) | België           |
| 2020-2021 | Ian Hanavan           | Verenigde Staten |
| 2021-2023 | Jean-Marc Jaumin      | België           |
| 2023-     | Serge Crèvecoeur      | België           |

## Palmares
| Seizoen | Competitie       | Pos. | Play-offs   | Beker        |
| ------- | ---------------- | ---- | ----------- | ------------ |
| 2013/14 | Eerste Nationale | 8    | –           | Ronde van 16 |
| 2014/15 | Eerste Nationale | 9    | –           | Ronde van 16 |
| 2015/16 | Eerste Nationale | 6    | Halvefinale | Ronde van 16 |
| 2016/17 | Eerste Nationale | 3    | Finalist    | Halvefinae   |
| 2017/18 | Eerste Nationale | 8    | Kwartfinale | Kwartfinale  |
| 2018/19 | Eerste Nationale | 4    | Halvefinale | Halvefinale  |
| 2019/20 | Eerste Nationale | 9    | –           | Kwartfinale  |
| 2020/21 | Eerste Nationale | 10   | –           | Inspeelronde |
| 2021/22 | BNXT League      | 16   | –           | Kwartfinale  |
| 2022/23 | BNXT League      | 16   | –           | Kwartfinale  |
| 2023/24 | BNXT League      | 14   | –           | Kwartfinale  |
| 2024/25 | BNXT League      | 5    | Kwartfinale | Ronde van 16 |
| 2025/26 | BNXT League      |      |             |              |

## Voetnoten
Aalst · Antwerpen · Bergen · Brussel · Charleroi · Den Bosch · Den Helder · Groningen · Hasselt · Kortrijk · Leeuwarden · Leiden · Leuven · Mechelen · Oostende · Rotterdam · Weert · Zwolle